# All About Eve (banda)
All About Eve é uma banda de rock britânica. O núcleo criativo consiste de Julianne Regan (vocalista) e Andy Cousin (baixo), com outros membros mudando ao longo dos anos.
Julianne Regan, previamente uma jornalista, tocou baixo para a banda Gene Loves Jezebel por algum tempo. O núcleo inicial de All About Eve era Regan, o guitarrista Tim Bricheno, e o baixista Andy Cousin do Aemotti Crii. Como um trio (auxiliado por uma bateria eletrônica), lançaram uma série de singles independentes durante a década de 1980, incluindo "D For Desire", "In The Clouds" e "Flowers In Our Hair". Depois que Regan fez acompanhamento vocal para o álbum God's Own Medicine da banda The Mission, o All About Eve recebeu mais atenção e assinou contrato com a Phonogram. O baterista Mark Price ingressou na banda nessa época.
O álbum de estreia, "All About Eve", foi lançado em 1988 e produziu o sucesso britânico Martha's Harbour. Com influência dos ideais hippie, de magia branca e contos de fada e no estilo folk rock, a banda conquistou muitos fãs.
Em um episódio bem conhecido, a banda iria dublar uma versão da música Martha´s Harbour no famoso programa televisivo britânico Top Of The Pops, da emissora BBC, mas devido a um erro técnico do estúdio, a música gravada foi tocada sem que a banda, que ficou estática esperando o sinal para que iniciassem a dublagem, soubesse. Para compensar o fato, a banda foi convidada a participar novamente na semana seguinte, apresentando-se sem intercorrências.
No ano seguinte seu segundo álbum, Scarlet And Other Stories, foi lançado e a banda viajou em turnê britânica. A principal característica desse álbum foi o vocal mais sombrio e melancólico de Regan, explicado por dolorosos episódios amorosos da vocalista, que se manifestaram também nas letras das músicas.
Em 1990, Bricheno deixou o grupo (mais tarde participou do The Sisters of Mercy na fase Vision Thing e depois das bandas XC-NN e Tin Star) e foi rapidamente substituído por Marty Willson-Piper (da banda The Church). Gravaram Touched By Jesus em 1991, com a participação de David Gilmour (do Pink Floyd) como guitarrista em duas faixas.
Logo em seguida mudaram de gravadora e de estilo, lançando Ultraviolet no ano seguinte. Seguindo um caminho completamente diferente do seu lançamento prévio, Ultraviolet suavizou muito a música da banda, revisitando o sentimento de melancolia de Scarlet com uma pesada inspiração dos movimentos shoegazing e psicodélico, tornando o estilo da banda ainda mais frio, com muitos vocais em downplay. O álbum, lançado pela gravadora MCA não teve grande apoio da mesma, que considerou a mudança de estilo para pior, levando então a banda a se separar. A MCA rapidamente excluiu o álbum de seu catálogo. Apesar da banda ter continuado por mais poucos meses sem a participação de Regan, separou-se definitivamente no início de 1993. O álbum em que estavam trabalhando na época foi lançado mais tarde no mesmo ano, mas não com o nome de All About Eve, mas Seeing Stars.
Regan saiu para formar a banda Mice e trabalhar com Bernard Butler, mas nunca se concretizou um álbum com o último por conflitos de personalidade. Apesar dos boatos de que Julianne pensou que Butler fosse "Satã", isso nunca foi confirmado. Mais tarde, associou-se a Jean-Marc Lederman, antigo conhecido da banda Gene Loves Jezebel no projeto altamente atmosférico 
Jules et Jim, que continua até hoje.

## Discografia
| Álbuns de estúdio - All About Eve (1988) - Scarlet and Other Stories (1989) - Touched by Jesus (1991) - Ultraviolet (1992) EP - Thirteen (1990) - Phased (1992) - Iceland (2002) Ao vivo - BBC in Concert Transcription Disc #526 (1991) - BBC Radio One Live in Concert (1993) - Fairy Light Nights 1 (2000) - Fairy Light Nights 2 (2001) - Live and Electric at the Union Chapel (2001) - Cinemasonic (2003) - Acoustic Nights (2003) | Coletâneas - Winter Words - Hits and Rareties (1992) - The Best of All About Eve (1999) - Return to Eden, Vol. 1: The Early Recordings (2002) - Keepsakes - A Collection (2006) - Sixty Minutes With (2007) Videografia - Evergreen (VHS) (1989) - Cinemasonic (DVD) (2003) - Live in Bonn 1991 (DVD) (2008) |